# Arroyo Delicias
Arroyo Delicias är en ort i Mexiko.   Den ligger i kommunen Benemérito de las Américas och delstaten Chiapas, i den sydöstra delen av landet, 1 000 km öster om huvudstaden Mexico City. Arroyo Delicias ligger 151 meter över havet och antalet invånare är 611.
Terrängen runt Arroyo Delicias är platt. Runt Arroyo Delicias är det ganska glesbefolkat, med 25 invånare per kvadratkilometer. Närmaste större samhälle är Flor de Cacao, 10,8 km öster om Arroyo Delicias. I omgivningarna runt Arroyo Delicias växer i huvudsak städsegrön lövskog.